# Заречье (посёлок, Одинцовский городской округ)
Заречье — посёлок в Одинцовском городском округе Московской области России. С 2006 по 2019 год входил в состав сельского поселения Успенское Одинцовского района. В посёлке числится одно садоводческое товарищество. 
Посёлок расположен в центральной части округа, на левом берегу Москвы-реки, в 12 километрах к востоку от Звенигорода, высота центра — 174 м над уровнем моря.
Посёлок основан в 1926 году как кооператив работников науки и искусства, первым председателем которого стал Отто Юльевич Шмидт. По переписи 1989 года в посёлке числилось 10 хозяйств и 50 постоянных жителей.
Среди известных жителей — академики Пётр Капица и его сыновья Сергей и Андрей, актёры Вячеслав Тихонов, Василий Ливанов и Анатолий Кузнецов, чемпион мира по шахматам Анатолий Карпов и многие другие.

## Население
| 2002 | 2006 | 2010 |
| ---- | ---- | ---- |
| 35   | →35  | ↗109 |